# Tomáš Vajda
Tomáš Vajda (* 30. srpna 1972) je bývalý český fotbalista, záložník. Běhavý levý záložník těžící z rychlosti.

## Fotbalová kariéra
V české lize hrál za 1. FC SYNOT a 1. FK Drnovice. Nastoupil v 79 ligových utkáních a dal 4 góly. V nižších sotuěžích hrál i za FK PS Přerov, Fotbal Fulnek a 1. HFK Olomouc.

## Ligová bilance
| Ročník                          | Zápasy | Góly | Klub                 |
| ------------------------------- | ------ | ---- | -------------------- |
| 2. česká fotbalová liga 1996/97 | 27     | 0    | FK PS Přerov         |
| 2. česká fotbalová liga 1997/98 | 26     | 3    | FC SYNOT Staré Město |
| 2. česká fotbalová liga 1998/99 | 29     | 1    | FC SYNOT Staré Město |
| 2. česká fotbalová liga 1999/00 | 29     | 2    | FC SYNOT             |
| Gambrinus liga 2000/01          | 27     | 0    | 1. FC SYNOT          |
| Gambrinus liga 2001/02          | 26     | 2    | 1. FC SYNOT          |
| Gambrinus liga 2002/03          | 15     | 1    | 1. FC SYNOT          |
| 2. česká fotbalová liga 2003/04 | 20     | 3    | 1. FK Drnovice       |
| Gambrinus liga 2004/05          | 11     | 1    | 1. FK Drnovice       |
| 2. česká fotbalová liga 2007/08 | 27     | 1    | Fotbal Fulnek        |
| 2. česká fotbalová liga 2008/09 | 15     | 0    | Fotbal Fulnek        |
| CELKEM 1. česká liga            | 79     | 4    |                      |